# Phylloscopus emilsalimi
Phylloscopus emilsalimi (лат.) — вид птиц из семейства пеночковых. Принадлежат к группе небольших насекомоядных певчих птиц, распространенных в Старом Свете. Описан учёными в 2020 году. Назван в честь индонезийского государственного деятеля Эмила Салима в знак признания его усилий по защите окружающей среды, предпринятых в ходе руководства профильными государственными ведомствами в 1978—1993 годах.

## Распространение
Представители вида обитают в нетронутом горном лесу на индонезийском острове Талиабу на высотах от 700 м над уровнем моря и, возможно, до высших точек этого острова (1400 м). Могут также встречаться на крупном соседнем острове Манголе.